# NGC 5323
NGC 5323 је спирална галаксија у сазвежђу Мали медвед која се налази на NGC листи објеката дубоког неба.
Деклинација објекта је + 76° 49' 42" а ректасцензија 13h 45m 36,0s. Привидна величина (магнитуда) објекта NGC 5323 износи 13,5 а фотографска магнитуда 14,3. NGC 5323 је још познат и под ознакама UGC 8719, MCG 13-10-12, CGCG 353-25, IRAS 13451+7704, PGC 48785.